# Robert Lamb Sproull

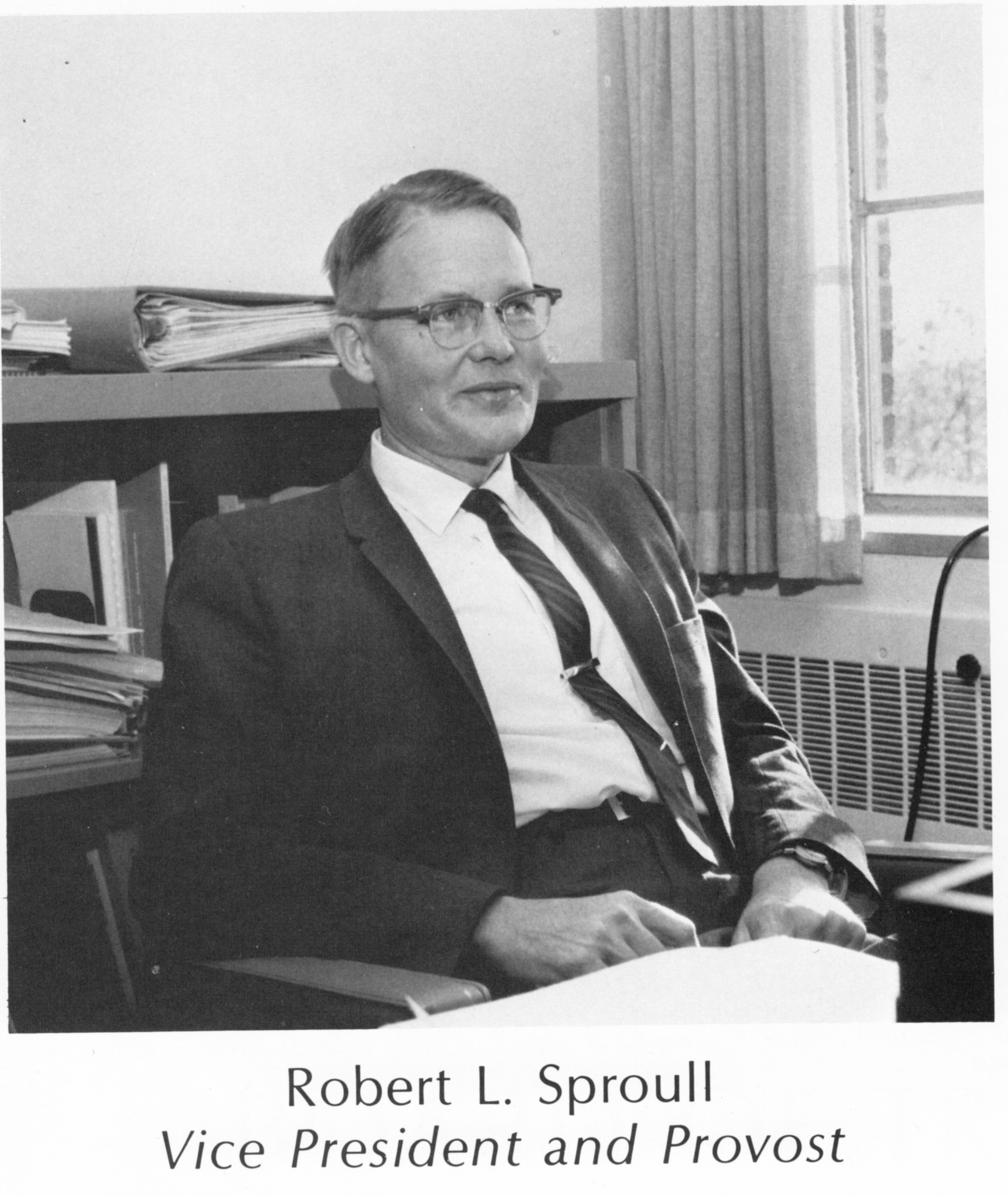
Robert Lamb Sproull (1970)

Robert Lamb Sproull (* 16. August 1918 in Lacon, Illinois; † 9. Oktober 2014 in Pittsford, New York) war ein US-amerikanischer Physiker und Hochschullehrer, der unter anderem zwischen 1963 und 1965 Direktor der Defense Advanced Research Projects Agency (DARPA), von 1968 bis 1970 Provost der University of Rochester, zwischen 1968 und 1970 Vorsitzender des Defense Science Board (DSB) sowie von 1970 bis 1984 Präsident der University of Rochester war.

## Leben

### Hochschullehrer an der Cornell University und Vorsitzender des DSB
Robert Lamb Sproull, Sohn von John Steele Sproull und dessen Ehefrau Chloe Velma Lamb Sproull, begann nach dem Schulbesuch ein grundständiges Studium im Fach englischsprachige Literatur am Deep Springs College sowie an der Cornell University, das er 1940 mit einem Bachelor of Arts (A.B.) beendete. Ein darauf folgendes postgraduales Studium der Physik an der Cornell University schloss er 1943 mit einem Doctor of Philosophy (Ph.D.) ab. Im Anschluss begann er 1943 seine berufliche Laufbahn als Forschungsphysiker im Laboratorium der Radio Corporation of America (RCA) und war zudem zwischen 1945 und 1947 Präsident der Telluride Association, einer 1910 von L. L. Nunn gegründeten Non-Profit-Organisation zur Bereitstellung von kostenlosen Bildungsprogrammen für junge Menschen, die die intellektuelle Neugier, die demokratische Selbstverwaltung und soziale Verantwortung fördern.
1946 wechselte Sproull als Dozent an die Cornell University und war zudem 1952 Leitender Physiker am Oak Ridge National Laboratory (ORNL). Er übernahm zwischen 1956 und 1963 eine Professur für Physik an der Cornell University. Er war zugleich zwischen 1958 und 1959 Lecturer der NATO sowie zeitgleich auch Physiker bei der Europäischen Forschungsgesellschaft in Brüssel. Danach war er von 1959 bis 1960 Direktor des Laboratoriums für Atom- und Festkörperphysik (LASSP) sowie zwischen 1960 und 1963 Direktor des Zentrums für Materialwissenschaft. Im Anschluss löste er Jack Ruina 1963 als Direktor der Defense Advanced Research Projects Agency (DARPA) ab, die für das US-Verteidigungsministerium Forschungsprojekte der US-Streitkräfte durchführt. Diesen Posten bekleidete er bis 1965 und wurde daraufhin von Charles M. Herzfeld abgelöst. 1965 kehrte er an die Cornell University zurück und war bis 1968 deren Vizepräsident für akademische Angelegenheiten. Er war des Weiteren zwischen 1967 und 1975 erstmals Mitglied des Kuratoriums des Deep Springs College.
1968 wurde Robert Lamb Sproull Nachfolger von Frederick Seitz als Vorsitzender des Defense Science Board (DSB), ein Beratungsgremium des US-Verteidigungsministeriums in wissenschaftlichen und technischen Angelegenheiten, dem er bereits seit 1966 als Mitglied angehörte. Diese Funktion hatte er bis 1970 inne, woraufhin Gerald F. Tape seine Nachfolge antrat.

### Präsident der University of Rochester

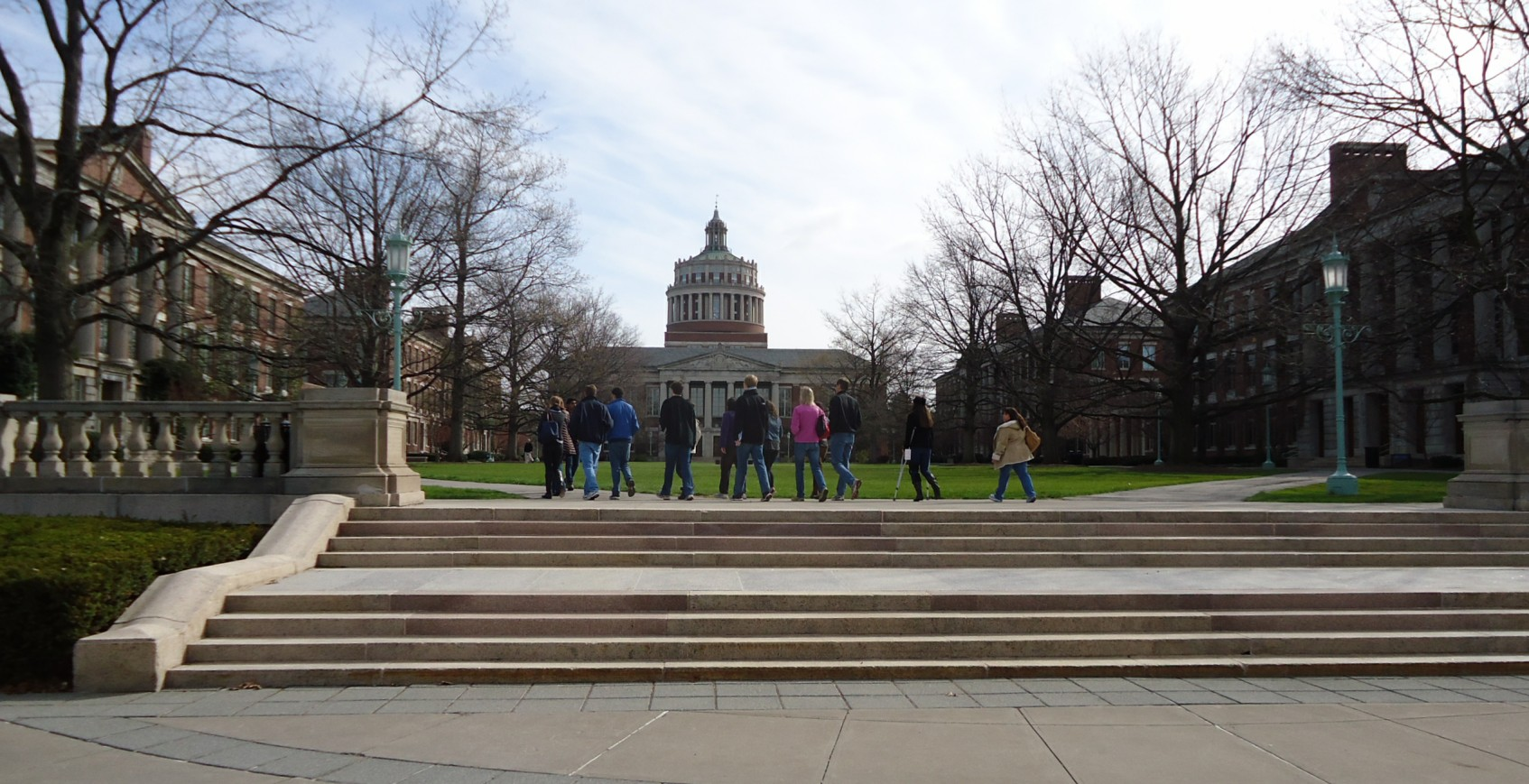
Robert Lamb Sproull war von 1968 bis 1970 erst Provost und anschließend zwischen 1970 und 1984 Präsident der University of Rochester

Neben seiner Tätigkeit für das Defense Science Board war Sproull zwischen 1968 und 1970 als Nachfolger von McCrea Mazlett Provost der University of Rochester. 1970 löste er Wilson Allen Wallis als Präsident der University of Rochester ab, während Wallis Kanzler dieser Universität wurde. Er bekleidete den Posten des Präsidenten der University of Rochester bis 1984 und wurde danach von G. Dennis O’Brien abgelöst. Für seine Verdienste in der Verteidigungsforschung wurde ihm 1970 vom US-Verteidigungsminister die Meritorious Civilian Service Award verliehen.
Sproull wurde 1971  Mitglied der American Academy of Arts and Sciences. Des Weiteren wurde er 1971 Mitglied des Wissenschaftlichen Beratungsgremiums von General Motors, dessen Vorsitzender er zwischen 1973 und 1980 war. Er war ferner von 1972 bis 1977 Mitglied des Kuratoriums der Cornell University und wurde 1973 auch Fellow des Center for Advanced Study in the Behavioral Sciences (CASBS), ein interdisziplinäres Forschungslaboratorium der Stanford University. Darüber hinaus gehörte er zwischen 1974 und 1976 dem Wissenschaftlichen Beratungsgremium der Marine NRAC (Naval Research Advisory Committee) sowie von 1977 bis 1979 der Sloan-Kommission für höhere Bildung an.
Robert Lamb Sproull, dem das Nazareth College 1983 einen Ehrendoktortitel der Rechtswissenschaften (Doctor of Laws (honorary)) verlieh, war zwischen 1983 und 1987 abermals Mitglied des Kuratoriums des Deep Springs College sowie von 1984 bis 1992 auch Mitglied des Kuratoriums des 1956 gegründeten Institute for Defense Analyses (IDA). Er war darüber hinaus zwischen 1992 und 1993 Mitglied der Kommission des Stadtrates von New York City für Hochschulbildung und bekam 1997 vom New England Conservatory of Music (NEC) auch einen Ehrendoktortitel für Musik verliehen. Des Weiteren war er zwischen 1997 und 1999 Präsident des Rates für Umweltkompetenz (Environmental Literacy Council).
Aus seiner am 27. Juni 1942 geschlossenen Ehe mit Mary Louise Knickerbocker gingen ein Sohn und eine Tochter hervor.

## Veröffentlichungen
- Modern physics. A textbook for engineers, Wiley, New York 1956
- The conduction of heat in solids, W. H. Freeman, San Francisco 1962
- A scientist’s tools for business. Metaphors and modes of thought, University of Rochester Press, Rochester 1997, ISBN 1-8788-2284-5